# فرنسيس ثيودور فروست
فرنسيس ثيودور فروست (بالإنجليزية: Francis Theodore Frost)‏ هو سياسي كندي، ولد في 21 ديسمبر 1843 في سميث فولس في كندا، وتوفي بنفس المكان في 25 أغسطس 1916. حزبياً، نشط في الحزب الليبرالي الكندي. وقد انتخب عضو مجلس الشيوخ الكندي وانتخب عضو مجلس العموم الكندي.